# 虛擬實境眼鏡

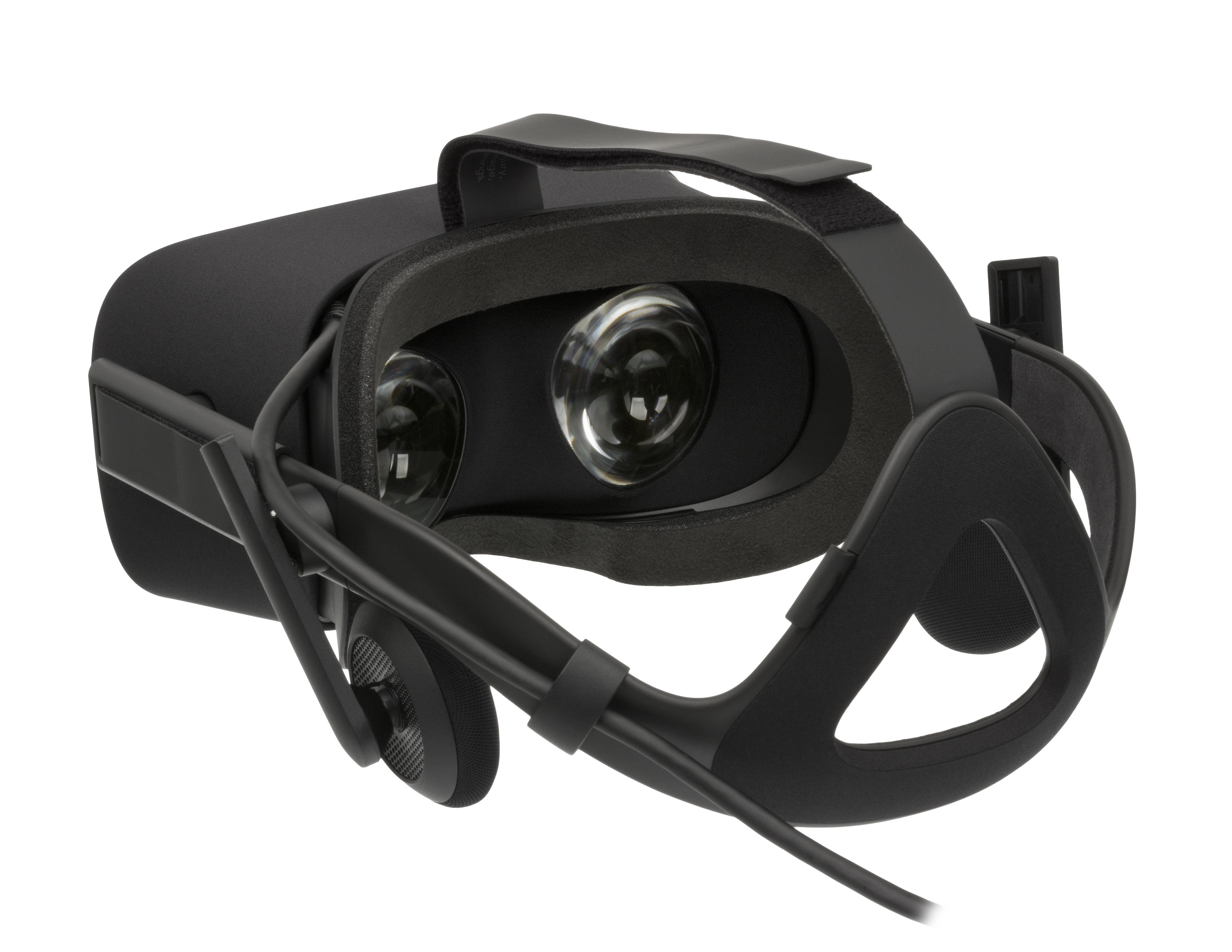
圖中有一個虛擬實境眼鏡

虛擬實境眼鏡（英語：virtual reality headset），也稱為VR眼鏡，是提供虛擬實境的頭戴顯示裝置。虛擬實境眼鏡被廣泛用於電子遊戲，但它們也被用於其他領域，包括仿真器和訓練器裏。VR眼鏡由3D眼鏡（為雙眼提供單獨的圖像）、立體聲和頭部追蹤器組成，其中可能包括陀螺儀、加速規、磁強計或結構光系統。
有些VR眼鏡還具有眼動追蹤器和游戲控制器。
VR眼鏡使用一種叫做頭部追蹤的技術，其可以隨著人轉頭而改變視野。這項技術可能不完美，因為如果頭部移動過快，就會有延遲。但是它任然提供身臨其境的體驗。